# Saint (gruppo musicale)
I Saint sono una christian metal / heavy metal band proveniente dagli Stati Uniti. Attivi fin dai primi anni ottanta, nel 1984 hanno pubblicato il loro primo album, "Warriors of the Son". Anche se vengono etichettati come band christian metal, sono noti soprattutto per la continua negatività presente nei loro testi.

## Formazione

### Formazione attuale
- Josh Kramer - voce
- Dee Harrington - chitarra
- Richard Lynch - basso/voce
- Larry London - batteria

### Ex componenti
- Tim Lamberson - voce/batteria
- John Mahan - chitarra/voce
- Gene McClendon - batteria
- Brian Willis - batteria
- John Perrine - batteria
- Jerry Johnson - chitarra

## Discografia
- 1984 - Warriors Of The Son
- 1986 - Time's End
- 1988 - Too Late For Living
- 1999 - The Perfect Life
- 2003 - In The Battle
- 2005 - Live 05
- 2006 - The Mark